# NGC 5813
NGC 5813 (другие обозначения — UGC 9655, MCG 0-38-16, ZWG 20.45, PGC 53643) — эллиптическая галактика (E1) в созвездии Дева.
Этот объект входит в число перечисленных в оригинальной редакции «Нового общего каталога».